# Livre de la vie
Pour les articles homonymes, voir Le Livre de la vie (homonymie).
Le Livre de la vie (en espagnol : Libro de la vida) est un ouvrage écrit par Thérèse d'Avila en 1566 et publié pour la première fois en 1588. Cet ouvrage, en grande partie autobiographique, raconte la vie de la sainte jusqu'aux toutes premières fondations de couvents (1566). Dans son écrit, Thérèse explique son parcours spirituel, sa conversion et les expériences spirituelles qui ont transformé sa vie. C'est pourquoi certaines personnes estiment que ce livre est plus un « guide spirituel qu'une simple biographie ».
Si la première version autographe du document a été perdue, la seconde version du document est toujours conservée dans la bibliothèque royale de l'Escurial. L'édition du document a été longtemps retardée par la saisie du manuscrit par l'Inquisition, qui malgré un avis positif, a bloqué la diffusion de l’œuvre pendant de longues années. Une fois la première édition de l’œuvre réalisée, l'ouvrage a été rapidement traduit et diffusé dans différents pays. Depuis cette date, l'ouvrage est régulièrement réédité et traduit dans le monde.

## Historique

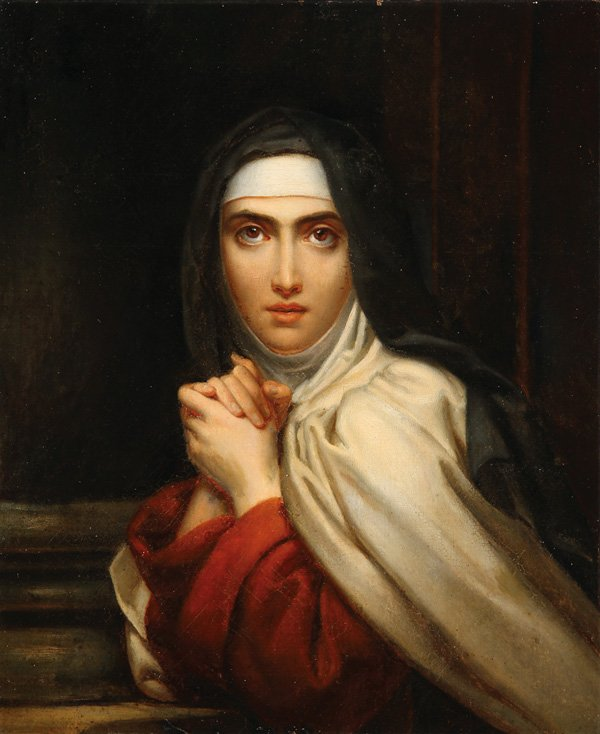
Thérèse d'Ávila, par François Gérard, 1827. Infirmerie Marie-Thérèse, Paris.

### Le Contexte
En 1533, Thérèse d'Avila entre au couvent de Carmélites d'Ávila. Dans les années 1540, Thérèse commence un cheminement spirituel. La lecture des Confessions de saint Augustin est une aide précieuse qui l'incite à aller vers « plus de perfections ».
En 1560, elle rencontre saint Pierre d'Alcántara qui approuve cet état d'esprit, et saint Louis Bertrand l'encourage à mettre en œuvre le projet de réforme de l'Ordre du Carmel, qu'elle a conçu : fonder à Ávila un monastère observant strictement la règle de l'Ordre,,.

### La rédaction de l’œuvre
En 1562, Thérèse se prépare à fonder son premier couvent réformé à Avila, différents confesseurs dominicains (le père Pedro Ibáñez, le père Domingo Báñez et le père Garcia de Toledo), lui demandent de rédiger ses mémoires. Thérèse rédige donc une première du livre sans pour autant lui donner de titre. 
Quand Thérèse termine sa rédaction (en 1562), le père Garcia de Toledo (ainsi que le père Báñez) lui demande d'ajouter le récit de la fondation du couvent Saint-Joseph d'Avila, ainsi que différents éléments concernant la vie spirituelle. Thérèse commence donc la rédaction d'une nouvelle version de son œuvre entre 1563 et 1565,.
Thérèse ne donne pas de titre à son écrit, ni pour la première version, ni pour la seconde. Elle ne l’appellera que Le grand livre lorsqu'elle en fera référence dans ses correspondances. Dans une correspondance particulière, à la fin de sa vie, elle l'appelle Le livre des miséricordes de Dieu,.
Anecdote : Pour faire valider son écrit (avant sa diffusion), Thérèse fait relire son manuscrit par différents théologiens. Tous les théologiens qui ont lu ce livre admirent son contenu et parfois le recopient, mais en faisant des modifications dans le texte. Le père Báñez, très contrarié, menace alors Thérèse de brûler l'ouvrage original. Celle-ci ne bronche pas, et finalement, le père dominicain se ravise et n'évoquera plus le sujet. D'autres lecteurs ont également fait des copies comme le duc d'Albe ou le père Gratien (qui en a fait plusieurs copies).

### Les manuscrits originaux
Le premier document autographe de Thérèse d'Avila (rédigé en 1562) a été perdu. Seule la seconde rédaction est parvenue jusqu'à nous. Ce document est conservé dans la bibliothèque royale de l'Escurial : le roi Philippe II ayant exigé que les « grands manuscrits de la Madré » soient déposés dans la bibliothèque royale, cet exemplaire y a donc été versé. À ce jour, le manuscrit est toujours conservé dans cette bibliothèque.
Don Francisco Soto y Salazar, l'inquisiteur chargé d'examiner le livre, est très (favorablement) impressionné par son contenu. Il rédige une « opinion motivée » (une approbation) directement sur le manuscrit original, sur la dernière page. Cette approbation, datée du 7 juillet 1575, est toujours présente sur le manuscrit original.

### Les éditions de l’œuvre
Malgré l'avis très positif de l'Inquisition sur l'ouvrage (Thérèse d'Avila avait été informée par le Cardinal Quiroga, archevêque de Tolède, que l'Inquisition a trouvé « la doctrine exacte et très profitable »), au décès de Thérèse, en 1582, le livre est toujours au dépôt du Saint Office, et donc non publiable. Anne de Jésus demande donc à l'impératrice Marie d'Autriche (sœur de Philippe II), d'intervenir auprès de l'Inquisition. En 1586, sur l'intervention de cette dernière, le manuscrit est retiré du Saint-Office et remis à Luis de León afin d'être publié.
La première publication officielle de l’œuvre est faite lors de l'édition de princeps réalisée par Luis de León en 1588 qui comporte les ouvrages suivants : Le Livre de la Vie, le Chemin de perfection, le Château intérieur, ainsi que quelques autres écrits mineurs (Relations, Exclamations, Avis spirituels). Cette édition est financée en partie par Jean de Brétigny (un gentilhomme français), qui dès 1598 commence la traduction de l’œuvre en français. La version française est relue par le père Guillaume de Cheure, puis publiée en 1601 à Paris, en trois volumes (le Livre de la Vie est publié en tête des œuvres). Une publication en Italie a eu lieu juste avant la publication française. D'autres traductions (et publications) sont faites en France en 1630, puis 1644 et 1670,.
À la fin du XIXe siècle, Marcel Bouix, jésuite, consulte les manuscrits originaux et retraduit l'ensemble des œuvres.
Aujourd'hui, il existe trois traductions françaises principales des œuvres thérésiennes :
- traduction du père Grégoire de Saint Joseph (aux éditions du Seuil[12])
- traduction de Marcelle Auclair (Éditions Desclée de Brouwer[13])
- traduction des Carmélites de Clamart[N 8] (éditions du Cerf[14])

### Présentation de l’œuvre
Cet écrit est le premier rédigé par Thérèse d'Avila, c'est aussi le plus important en volume (nombre de pages écrites). Il compte pas moins de 40 chapitres.
Didier-Marie Golay conteste le qualificatif « d'autobiographie » pour ce récit du fait que « le contenu biographique est partiel, partial et orienté. Des faits connus par d'autres sources ne sont pas mentionnés ». Il souligne d'ailleurs que « Thérèse ne révèle aucun des noms de ses interlocuteurs » (sauf Pierre d'Alcántara, François Borgia et Jean d'Avila), la ville d'Ávila n'est généralement pas nommée mais appelée « la ville ». Pour D-M Golay, Thérèse, dans cet ouvrage nous témoigne de son expérience de « ses relations avec Dieu et plus encore des relations de Dieu avec elle ». Cet avis semble partagé par le père Saverio Cannistrà qui dans le guide de lecture de l’œuvre (diffusé à l'occasion des fêtes de son cinq-centenaire en 2015) déclare « À peine avons-nous ouvert le volume des œuvres de sainte Thérèse, que nous tombons sur l’extraordinaire prologue du Livre de la Vie, dans lequel elle avertit le lecteur de ne pas oublier la partie obscure de sa personne dont il ne lui est pas permis de parler, car il lui est seulement permis d’écrire sur sa façon de prier et sur les grâces reçues. C’est une déclaration qui nous met immédiatement en dehors du style hagiographique conventionnel et qui nous ramène à l’authenticité d’une vie chrétienne en état continuel de conversion. Si Thérèse écrit cela, c’est précisément pour que personne ne se sente exclu de la possibilité de parcourir son chemin et de recevoir des grâces semblables à celles qu’elle a expérimentées. »,.
Ainsi, pour les autorités du carmel thérésien, l'ouvrage est plus un guide spirituel qu'une simple biographie, Thérèse se plaçant comme « médiatrice de la présence (active) de Dieu ». Ils qualifient ainsi le livre « d'écrit profond, saisissant, d’une révélation authentique de son âme » et invitent le lecteur (carme, carmélite ou simple laïque) à en faire une « lecture fructueuse », se laissant guider par Thérèse, et à cheminer spirituellement à ses côtés.
Structure de l'ouvrage
Le livre peut se découper en cinq grandes sections qui seraient les suivantes :
- première partie : chapitres 1 à 9. Thérèse raconte sa vie depuis son enfance jusqu’au tout début de ses expériences mystiques (soit 40 ans de vie). La conversion que va vivre Thérèse est une bascule pour elle qui se déroule sur deux années de vie[6],[17].
- seconde partie : chapitres 10 à 22. Thérèse décrit précisément les quatre degrés d’oraison à l’aide d’une image allégorique : les quatre manières d’arroser le jardin[6]. Le chapitre 22 synthétise tout l’itinéraire spirituel avec la médiation irremplaçable de Jésus-Christ, « par qui nous vient tous les biens ». Cette section aide à comprendre la nouvelle vie qu’elle a expérimentée depuis son entrée dans la vie mystique. Elle propose également une méditation sur la passion du Christ et réfute (au chapitre 22), les auteurs qui invitent à « s'écarter de l'humanité du Christ »[3].

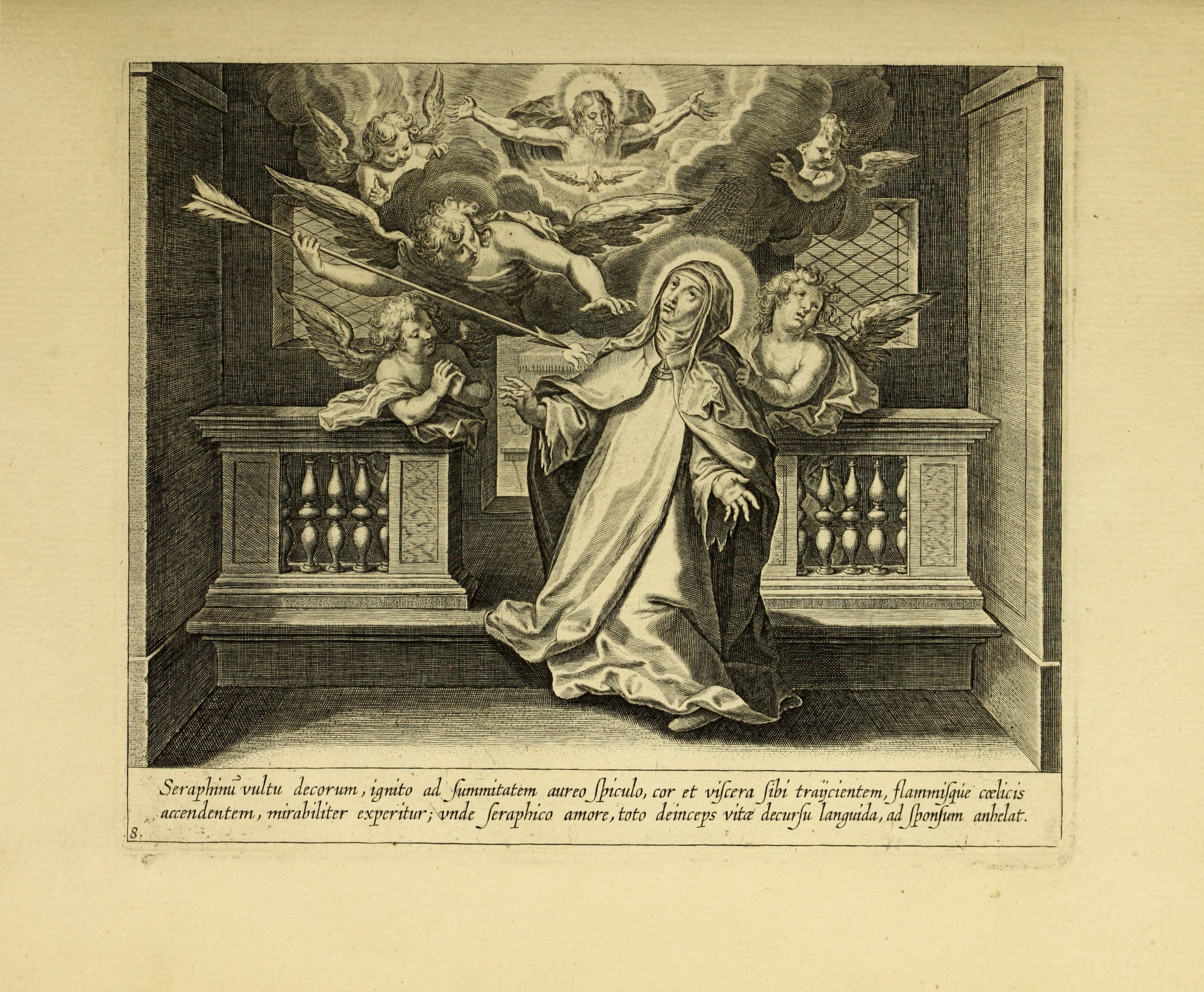
Gravure du XVII représentant Thérèse d'Avila transverbérée par une flèche enflammée (chap 29).

- troisième partie : chapitres 23 à 31. Retour au récit autobiographique avec une Thérèse transformée. Elle déclare : « C’est maintenant un nouveau livre qui commence, je veux dire une nouvelle vie. Celle que j’ai racontée tout d’abord était ma vie ; celle où j’ai commencé ensuite à parler des divers états d’oraison est, si je ne me trompe, la vie de Dieu en moi ». Elle décrit les grâces mystiques (visions, ...) dont elle est « gratifiée »[4].
- quatrième partie : chapitres 32 à 36. Le récit de sa vie semble détourné par des faits extérieurs (la fondation de Saint-Joseph d’Avila). Mais pour Thérèse, les événements et leur chronologie sont le fruit et l’effet de son expérience mystique devenue source de vie pour les autres. Les grâces mystiques reçues sont considérées (par Thérèse) non comme un privilège particulier dont elle jouit, mais comme un don pour l’Église, dont tous pourront bénéficier.
- cinquième partie : chapitres 37 à 40. Thérèse revient à la narration autobiographique (de la troisième partie). Thérèse exprime « un sentiment de sérénité et de sécurité intérieure qui la porte à raconter de nouvelles expériences avec une conviction absolue ».

## Influence de l’œuvre
Lorsque Thérèse, pour faire valider son écrit, demande l'avis de théologiens, tous ceux qui relisent ce livre admirent son contenu, et parfois le recopient. Inversement, la saisie de l’œuvre par l'inquisition (et la destruction des copies), pousse des carmélites (ainsi que son confesseur) à demander à Thérèse la rédaction d'un nouvel ouvrage : ce sera le Chemin de perfection. Par la suite, son confesseur demandera à Thérèse de rédiger l'histoire de la fondation des couvents de carmélites réformées, et ainsi de terminer sa biographie (qui s'arrêtait en 1565) : ce sera le livre des fondations.
La lecture de ce livre a marqué des générations de carmes et carmélites qui ont déclaré être entrés au Carmel après avoir lu son œuvre (nous pouvons citer en exemple François de Sainte Marie Pulgar et Thomas de Jésus au XVIe siècle, Thérèse Bénédicte de la Croix au XXe siècle, ou encore Cecilia Maria de la Santa Faz, morte au XXIe siècle).
En 2012, l'ensemble de l’œuvre littéraire thérésienne (dont le Livre de la Vie) entre dans la collection de la Pléiade, reconnaissant ainsi sa qualité littéraire.
Publié seul ou avec ses autres œuvres, l'ouvrage est régulièrement réédité depuis quatre siècles, et il est disponible chez de nombreux éditeurs.

### Articles liés
- Thérèse d'Avila
- Les Fondations
- Ordre du Carmel
- Ordre des Carmes déchaux